# 11-й всероссийский чемпионат по тяжёлой атлетике
11-й всероссийский чемпионат по тяжёлой атлетике прошёл с 27 ноября по 3 декабря 1907 года в Санкт-Петербурге на арене Атлетического общества. В соревнованиях приняли участие четыре спортсмена, все они представляли Петербург. Атлеты соревновались без разделения на весовые категории. Участники выступали в трёх тяжелоатлетических дисциплинах (жим, рывок и толчок), каждое из которых выполнялось левой, правой и обоими руками. Победитель определялся по сумме мест во всех упражнениях, без подсчёта итоговой суммы. В рамках чемпионата прошли соревнования по фехтованию и борьбе.
| Место | Участник        | Жим (кг) | Жим (кг) | Жим (кг) | Рывок (кг) | Рывок (кг) | Рывок (кг) | Толчок (кг) | Толчок (кг) | Толчок (кг) |
| ----- | --------------- | -------- | -------- | -------- | ---------- | ---------- | ---------- | ----------- | ----------- | ----------- |
| Место | Участник        | двумя    | правой   | левой    | двумя      | правой     | левой      | двумя       | правой      | левой       |
| 1     | Карл Гойер      | 98,2     | 94,2     | 69,6     | 98,2       | 77,8       | 73,7       | 110,5       | 81,9        | 73,7        |
| 2     | Николай Колосов | 101,9    | 94,2     | 72,0     | 88,3       | 73,7       | 65,5       | 98,2        | 77,8        | 57,3        |
| 3     | Георгий Дёмин   | 90,1     | 90,8     | 61,4     | 88,3       | 73,7       | 65,5       | 98,2        | 77,3        | 73,7        |